# Ixme-Dagan II
Ixme-Dagan II o Išme-Dagān II va ser rei d'Assíria en un moment obscur de la història d'aquell país a inicis del segle xvi aC. Formava part de l'anomenada Dinastia d'Adasi.
Era fill de Xamxi-Adad II i segons la Llista dels reis d'Assíria va governar uns 16 anys, potser entre el 1579 aC i el 1563 aC. Per raons desconegudes el va succeir el seu oncle valencià Xamxi-Adad III, un germà de Xarma-Adad II.